# 天津大学化工分校
天津大学化工分校，是隶属天津市化工局的一所走读制大学，1979年11月27日由南开大学第二分校、南开大学第三分校合并组建。1983年改为天津职业大学。